# Francouzská koptská pravoslavná církev
Francouzská koptská pravoslavná církev (francouzsky: Métropole copte orthodoxe de France) je orientální pravoslavná církev a výplodem Koptské pravoslavné církve.

## Historie

Koptský kříž

Koptská emigrace do Francie začala již roku 1801 po francouzské invazi do Egypta a po roce 1952 (Egyptská revoluce roku 1952) byla další významná emigrace.
Církev byl kanonicky zřízena 2. července 1974 papežem Šenudou III., jako Francouzská koptská pravoslavná eparchie. Dne 18. června 1994, papež Šenuda zvýšil status eparchie na Francouzskou koptskou pravoslavnou církev, na nový samosprávný orgán (církev je integrována uvnitř církve Alexandrije, ale je považována za autonomní ve správě věcí veřejných).
Až do své smrti 11. května 2008, byl v čele církve metropolita Marcos. Od této doby je sídlo hlavy Francouzské koptské pravoslavné církve neobsazené. Francouzsky mluvící koptské komunitě nyní slouží biskup Athanasius, člen Svatého synodu Koptské pravoslavní církve. Kněží církve slouží ve městech po celé Francii.